# International Intellectual Property Alliance
Die International Intellectual Property Alliance (IIPA) (deutsch: Internationale Verbindung [zum Schutz] geistigen Eigentums), 1984 gegründet, ist eine privatwirtschaftliche Vereinigung von sieben Handelsunionen, die die US-amerikanischen Produzenten von urheberrechtlich geschütztem Material vertreten. Darunter sind Software, Filme, Fernsehprogramme, Musik, Bücher, Magazine (gedruckt wie digital) und andere. Die IIPA hat das Ziel, den internationalen Schutz und Ausbau des Urheber- und Verwertungsrechts in Zusammenarbeit mit der US-Regierung, anderen Regierungen und den Repräsentanten der Privatwirtschaft voranzutreiben.

## Aktivitäten
Die IIPA arbeitet eng mit den U.S. Trade Representative zusammen. So wird der Jahresreport Special 301 zusammengestellt, der über die Entwicklungen in Bezug auf das Urheber- und Verwertungsrecht geistigen Eigentums in nicht-amerikanischen Staaten berichtet, von denen das Office of the U.S. Trade Representative meint, sie täten nicht genug, um geistiges Eigentum zu schützen. Die IIPA repräsentierte die Unterhaltungsindustrie und assistierte der US-amerikanischen Regierung in der Welthandelsorganisation (WTO) bei den TRIPS Verhandlungen, den North American Free Trade Agreement (NAFTA) Verhandlungen und auf der diplomatischen Konferenz, welche zur Vervollständigung der beiden Weltorganisation für geistiges Eigentum (WIPO) „Internet“ Verträgen von 1996 führte. Die IIPA nimmt ferner an politischen Prozessen teil, die bilaterale und regionale Initiativen wie die Asia Pacific Economic Cooperation (APEC) betreffen. Die IIPA arbeitet zudem an Handelsgesetzen und -aktionen mit wie dem Generalized System of Preferences (GSP).
Die IIPA ist eine außerparlamentarische, nicht der Regierung angehörende Organisation in der WIPO.

## Kontroverse
Die IIPA versucht, die US-Regierung dahin zu bewegen, Staaten, die open Source proklamieren, als störend und schädlich zu betrachten. Die IIPA drängt die US-Regierung dazu, Staaten wie Indonesien, Brasilien und Indien wegen ihrer Verwendung von open-Source-Programmen auf die Special-301-Beobachtungsliste zu setzen.

## Mitglieder
- Association of American Publishers
- Business Software Alliance
- Entertainment Software Association
- Independent Film & Television Alliance
- Motion Picture Association of America, MPAA
- National Music Publishers’ Association
- Recording Industry Association of America, RIAA